# Elezione reale dei Franchi Orientali del 1002
L'elezione reale tedesca dei Franchi Orientali del 1002 si tenne dopo la morte senza eredi dell'imperatore Ottone III. L'elezione fu vinta dal duca Enrico IV di Baviera, della stessa dinastia del precedente regnante, tra le accuse di pratiche inconsuete (corruzione e manipolazione elettorale).

## Artefatti

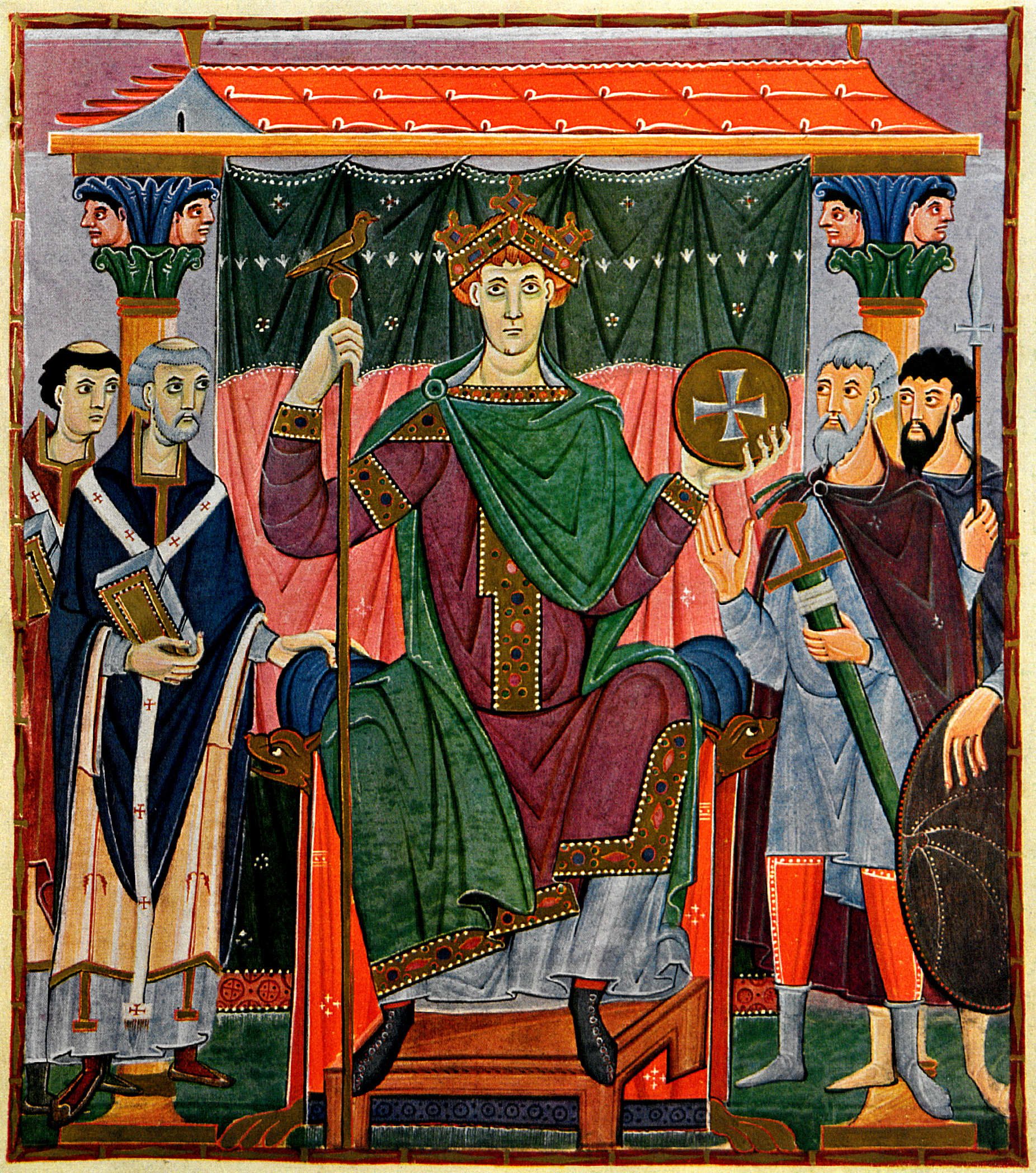
Ottone III dall'evangeliario di Ottone III.

Il 23/24 gennaio 1002, il ventunenne Ottone III morì inaspettatamente per malaria a Castel Paterno in Italia, senza eredi, senza figli e senza alcun testamento o volontà che regolasse la successione. Come ultimo discendente maschile dell'Imperatore Ottone I, la linea diretta dei Liudolfingi terminò con lui.
A causa di questa situazione, l'elezione di un nuovo re non era più una formalità controllata dal re in carica, ma divenne una questione politica centrale.

## I candidati

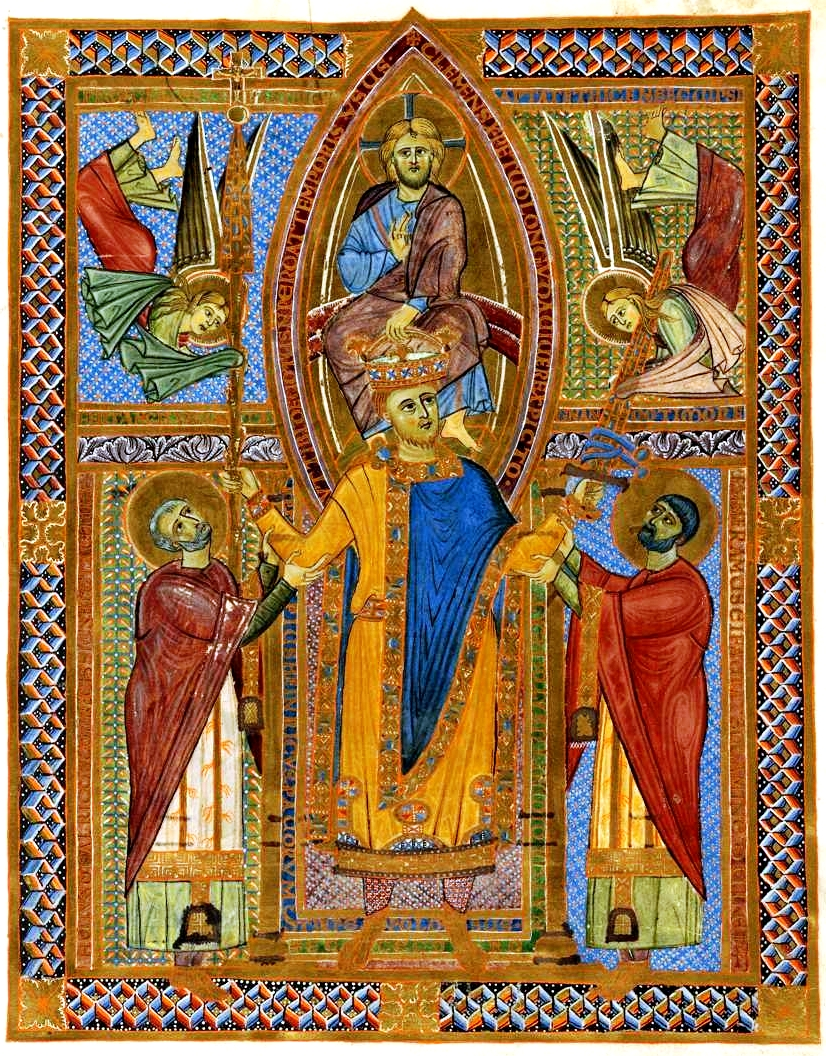
Enrico IV di Baviera in un sacramentario (databile tra il 1002 e il 1014)

I principali candidati a succedere a Ottone furono i duchi dell'Impero, tra i quali spiccava Enrico IV di Baviera, figlio di Enrico il Litigioso, l'ultimo membro maschile della dinastia dei Liudolfingi rimasto, con la sola eccezione del fratello Bruno, il quale era però un ecclesiastico. Tuttavia, tra i papabili vi era anche Eccardo I di Meißen, sebbene fosse semplicemente a capo dei margraviati di Meißen e di Turingia e dunque non possedesse un titolo ducale, secondo Tietmaro di Merseburgo, egli sarebbe stato particolarmente apprezzato dall'imperatore defunto.
Inizialmente, il corradinide Ermanno II di Svevia apparve il candidato più forte e la maggioranza dei principi parlò a suo favore al funerale di Ottone III ad Aquisgrana nella Pasqua del 1002. Infatti, l'imperatore Ottone II aveva tentato di escludere Enrico da qualsiasi coinvolgimento nel governo dell'Impero, imponendogli una carriera ecclesiastica e, secondo Tietmaro di Merseburgo, nessuna persona vicina all'imperatore defunto considerava Enrico un possibile successore, eccetto Sigfrido I, vescovo di Augusta. In realtà, Enrico aveva dei sostenitori tra i magnati sassoni, che attribuirono grande valore all'idea di mantenere un sovrano della casata sassone. Enrico aveva, fin dalla morte di Ottone III, rivendicato la successione al trono imperiale e enfatizzò ciò con una forte donazione per il funerale, un atto che era generalmente eseguito dal legittimo successore. Inoltre, entrò in contatto con il salico Ottone di Worms, titolare duca di Carinzia, nipote di Ottone I. Rinunciò ai suoi diritti di successione a favore di Enrico, sebbene avesse già presentato la sua candidatura (se l'abbia fatto con la seria intenzione di salire al trono o solo tatticamente non è chiaro). Dopo la rinuncia del di Ottone di Worms, Enrico era il candidato di rango più alto e anche il più strettamente legato a Ottone III in linea maschile. Tuttavia la sua candidatura rimase incerta, dal momento che non esistevano regole codificate né usanze che davano ai parenti remoti il diritto di succedere alla trono.
La candidatura del conte palatino di Lotaringia Azzo della dinastia degli Azzoni è indicata solo nel documento di fondazione dell'abbazia di Brauweiler. Altrove si dice che lui, unico cognato di Ottone III e padre dei parenti più stretti di Ottone, avesse ricevuto le regalia imperiali da Eriberto, arcivescovo di Colonia e arcicancelliere. Secondo la Vita Bernwardi e Vita Meinwerci, anche il conte Bruno I di Brunswick della dinastia dei Brunonidi (forse una branca della dinastia Liudolfingia) era un candidato, ma questo fatto non è riportato in nessun'altra fonte.

## Il furto delle regalia imperiali
Quando il convoglio con il corpo di Ottone III fu condotta sulle Alpi dall'arcivescovo Eriberto, raggiunse i confini del ducato di Enrico a Polling. Enrico mostrò grande preoccupazione per il convoglio, ma ancora più per la sua pretesa al trono e alla fine costrinse Eriberto a consegnare le insegne imperiali che venivano trasportate con il corpo. Questi non includevano la Lancia Sacra, che era il reliquiario più importante dell'Impero. Eriberto aveva mandato avanti la Lancia, probabilmente per sfiducia nei confronti di Enrico, poiché aveva fatto parte della stretta cerchia dell'imperatore defunto che aveva nominato Ermanno di Svevia come nuovo re. Enrico imprigionò l'arcivescovo e successivamente anche suo fratello Enrico I, vescovo di Würzburg. In questo modo alla fine ottenne anche il possesso della Lancia.

## La candidatura di Eccardo I di Meißen

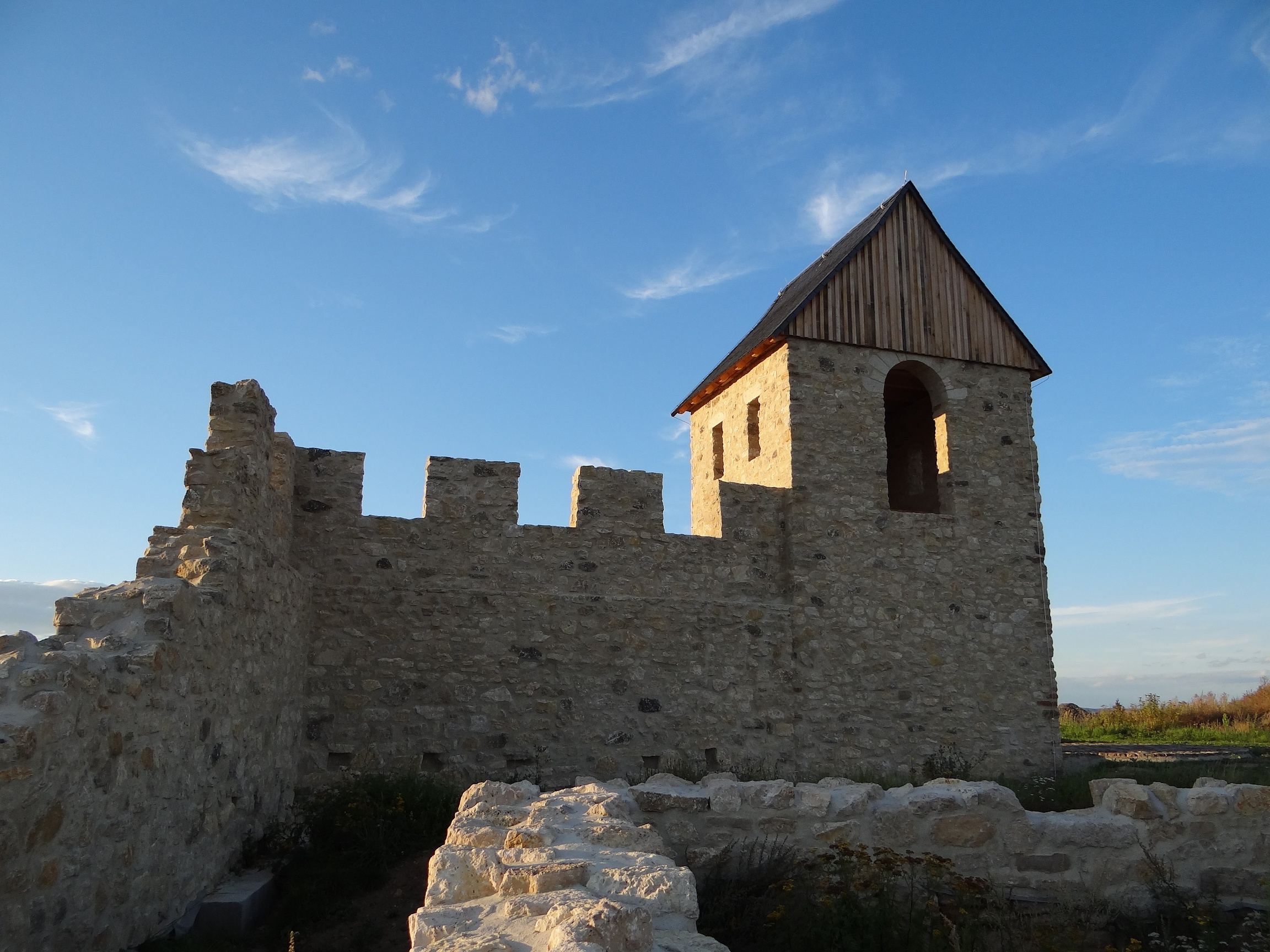
Torre ovest del palazzo reale di Werla, ricostruita nel 2012.

Probabilmente a causa della stima personale che l'imperatore Ottone III aveva mantenuto nei confronti di Eccardo I, margravio di Meißen, questo partecipò alla corsa per la successione dopo la morte di Ottone. Un iniziale conclave di sedici principi e vescovi sassoni a Frohse sull'Elba, durante il quale Eccardo cercò di essere nominato re, fu rinviato senza elevare un sovrano, programmando un ulteriore incontro nel palazzo reale di Werla. Una delle ragioni principali di questa decisione fu l'appoggio del conte Lotario, margravio della Nordmark per Enrico, essendo Eccardo un rivale di Lotario per la vicenda matrimoniale che coinvolse i loro figli Guarniero/Werner e Liutgarda. Lotario era a sua volta appoggiato da Enrico di Schweinfurt, il cui sostegno era stato garantito in cambio della promessa di ricevere il ducato di Baviera.
All'incontro di Werla, Enrico di Schweinfurt continuò a lavorare per assicurare il sostegno all'assente Enrico, promettendo che questo avrebbe elargito grandi ricompense nel caso fosse stato elevato sul trono, ma anche facendo riferimento ai suoi legami con la dinastia Liudolfingia e quindi sul suo legittimo diritto all'eredità. In quest'ultimo argomento ebbe il sostegno delle sorelle Ottone, Sofia e Adelaide.
Nonostante la vicenda non gli era più a favore, Eccardo continuò a pretendere il trono. Venne a Werla insieme ai suoi alleati, il vescovo Arnolfo di Halberstadt e il duca Bernardo I di Sassonia. Poco dopo andò a Hildesheim dove fu riconosciuto come nuovo re dal vescovo Bernoardo di Hildesheim. Quindi si diresse a Duisburg per incontrarsi con Ermanno di Svevia e successivamente tornò a Paderborn. Il 30 aprile 1002, sulla via del ritorno, fu attaccato e ucciso da Sigfrido e Benno, figli del conte di Northeim Sigfrido II († dopo luglio-agosto 1024), unitamente a Enrico III di Stade e suo fratello Udo, figli di Lotario Udo I di Stade nel palazzo Pöhlde nell'Harz. Questo omicidio fu, sembra, il risultato di una faida e dunque non era collegato con l'elezione reale.

## L'elezione di Enrico
Immediatamente dopo l'incontro di Werla, Enrico si spostò verso Magonza con il proprio esercito e fece in modo che l'arcivescovo di Magonza Villigiso/Willigis promettesse che lo avrebbe incoronato dopo la sua elezione riuscita nella sua cattedrale e non ad Aquisgrana come era solito per l'incoronazione imperiale. Quindi, il 7 giugno 1002, Enrico fece votare i principi laici e spirituali presenti senza attendere il consenso di un'assemblea con tutti gli elettori. Qui i suoi seguaci bavaresi e i franchi orientali votarono per lui, mentre gli Svevi contro. Con ciò fu eletto re, senza la partecipazione delle regioni settentrionali e occidentali, cioè la Lotaringia, la Sassonia e la Turingia: la base di potere di Enrico consisteva principalmente nel suo ducato e nella maggioranza dei vescovi sotto la guida dell'arcivescovo Willigis di Magonza, il quale effettuò l'incoronazione immediatamente dopo le elezioni come promesso.
Mentre Willigis era responsabile dell'incoronazione in qualità di arcivescovo di Magonza, tutto il resto di questa elezione era contrario alla tradizione: l'ubicazione del conclave, il fatto che Enrico non si sedesse sul trono di Carlo Magno e, naturalmente, il fatto che non tutti gli elettori fossero presente al conclave.

## Il riconoscimento dell'elezione

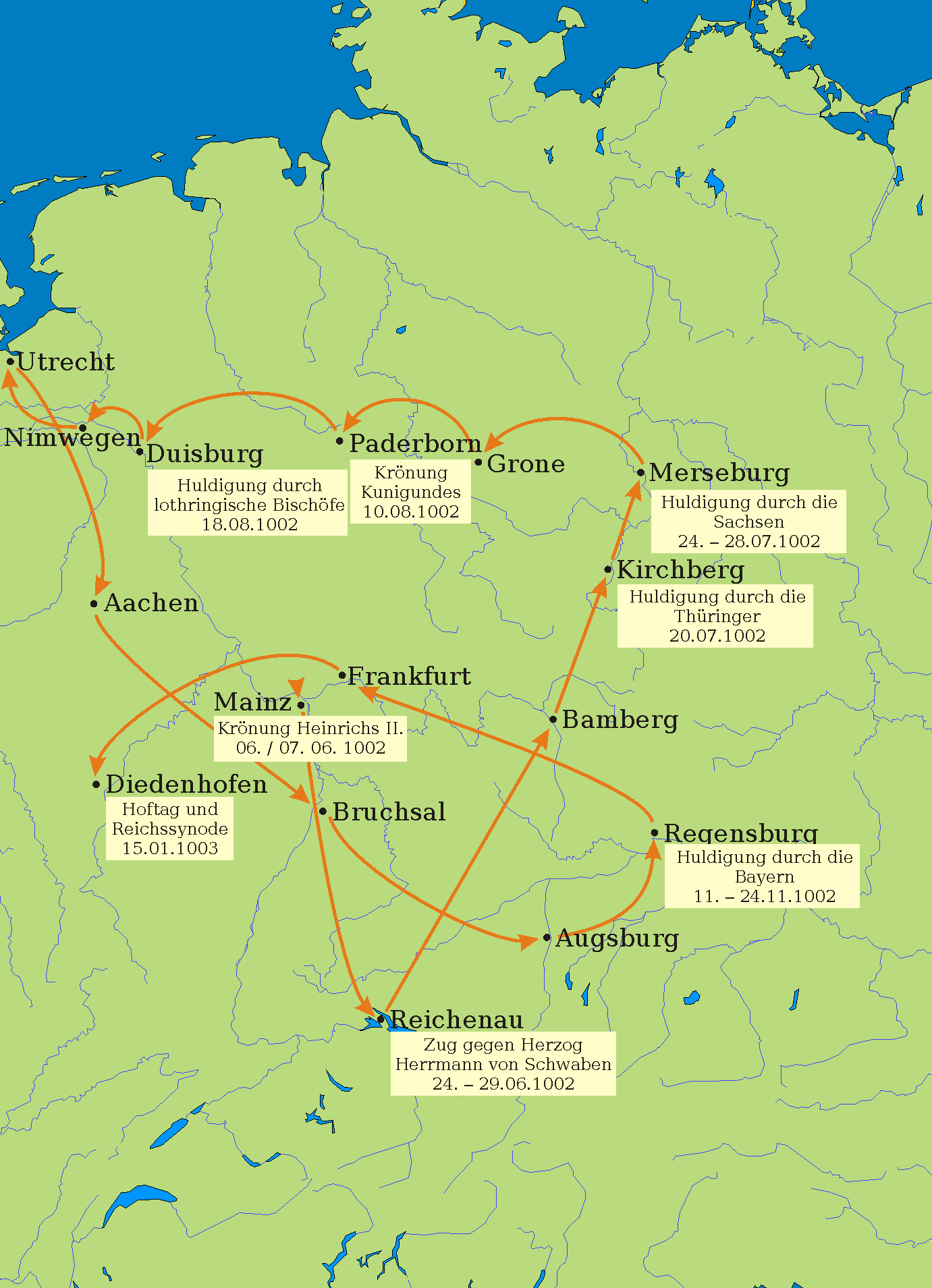
La cavalcata attraverso il regno (Umritt).

Il fatto che non tutti gli elettori fossero presenti obbligò Enrico a trascorrere mesi per ottenere sottomissione mediante un itinerario reale. Tale itinerario era stato comune sotto i Merovingi ma tale consuetudine si era persa da secoli. Il tragitto doveva attraversare la Turingia, la Sassonia, la Bassa Lotaringia, la Svevia, la Baviera e l'Alta Lotaringia, ma fu inizialmente bloccato e deviato a causa dell'opposizione degli Svevi.
Non sorprende che Ermanno di Svevia si rifiutò di riconoscere l'elezione e l'incoronazione a Magonza, quindi alla fine di giugno, quasi immediatamente dopo la sua incoronazione, Enrico iniziò una campagna militare contro l'esercito del Corradinide, marciando verso Strasburgo e poi all'isola di Reichenau alla fine del mese.
Attraversò Bamberga fino a Kirchberg (vicino a Jena), dove i Turingi gli fecero omaggio il 20 luglio 1002 sotto la guida del conte Guglielmo II di Weimar. Pochi giorni dopo, si tennero negoziati con i magnati della Sassonia a Merseburgo (24-28 luglio), specialmente con i più importanti: il duca Bernardo I di Sassonia, il duca Boleslao I Chrobry di Polonia, il margravio Lotario della Nordmark, il conte palatino Federico di Sassonia e il vescovi Arnolfo di Halberstadt e Bernoardo di Hildesheim. Alla fine accettarono di riconoscere Enrico come loro sovrano in cambio di alcune concessioni. Entrambe le parti furono in grado di salvare la faccia, soprattutto perché i sassoni avevano sostenuto che dopo quattro sovrani sassoni, il re successivo doveva venire dai loro ranghi, una condizione che Enrico, essendo terzo duca di Baviera e sassone di terza generazione, non soddisfaceva, nonostante fosse dell'origine da loro desiderata. L'accordo comprendeva i seguenti punti:
- Enrico riconobbe i diritti dei sassoni nel regno tedesco;
- I sassoni riconobbero Enrico come re;
- A causa della loro assenza, l'elezione a Magonza non era vincolante per i sassoni;
- Enrico accettò un'elezione separata come re dei Sassoni;
- Il duca Bernardo consegnò la Sacra Lancia a Enrico e gli diede omaggio in un'altra incoronazione.

Enrico superò il palazzo di Grona per raggiungere Paderborn, dove l'incoronazione di sua moglie Cunigunda come regina ebbe luogo il 10 agosto. Il 18 agosto Enrico si riconciliò con l'arcivescovo Eriberto di Colonia a Duisburg e i vescovi di Lotaringia gli prestarono omaggio. Dopo le soste a Nimwegen e Utrecht, un'altra coronazione ebbe luogo ad Aquisgrana l'8 settembre, durante la quale i baroni della Bassa Lotaringia prestarono omaggio. Il 1º ottobre il duca Ermanno e la nobiltà sveva si sottomisero a Bruchsal. Dopo Augusta, Enrico andò a Ratisbona dove i suoi vassalli gli fecero omaggio tra l'11 e il 24 novembre. Quindi viaggiò a Francoforte sul Meno e infine a Diedenhofen (Thionville) dove tenne un Hoftag e un sinodo imperiale, in cui prestarono omaggio da parte dei baroni dell'Alta Lotaringia.

## Conseguenze
Ermanno di Svevia, che inizialmente non aveva riconosciuto l'elezione di Enrico ma che in seguito si era sottomesso a lui a Bruchsal, morì pochi mesi dopo, il 4 maggio 1003. Enrico assunse la reggenza del ducato di Ermanno per conto del suo giovane figlio, Ermanno III (una situazione che fu mantenuta de jure dai suoi successori fino alla metà del secolo) e usò questa posizione e situazione per esautorare definitivamente la famiglia del suo rivale dal potere.
Enrico di Schweinfurt aveva sostenuto l'elezione di Enrico II in cambio della promessa di essere investito del ducato di Baviera. Tuttavia il nuovo re rinnegò questa promessa, poiché non poteva permettere a Enrico di Schweinfurt di avere una posizione così potente nel sud-est dell'Impero. Pertanto Enrico di Schweinfurt e i suoi parenti stretti strinsero un'alleanza con Boleslao I di Polonia (che aveva fatto atto di sottomissione ad Enrico II a Merseburgo dopo un attacco) e Bruno, il fratello del re Enrico. Questa alleanza fu sconfitta nell'estate del 1003. Enrico di Schweinfurt perse la sua contea e i suoi feudi imperiali e solo la sua proprietà personale gli fu restituita quando fu graziato nel 1004.